# Penicilina semisintética
Las penicilinas semisintéticas son antibióticos del grupo de los betalactámicos (concretamente penicilinas) que se obtienen mediante la modificación química de derivados de la penicilina G. Típicamente, el diseño industrial del proceso se inicia mediante la producción por fermentación de penicilina G o, en algunos casos, penicilina V; tras su purificación, se elimina la cadena lateral mediante la enzima penicilina acilasa, lo que da lugar al núcleo ácido 6-aminopenicilánico; finalmente, este compuesto se modifica químicamente para dar lugar a un antibiótico con características mejoradas. Las penicilinas semisintéticas, ampliamente utilizadas, poseen algún elemento de ventaja frente a las penicilinas naturales: estabilidad al pH ácido, resistencia a betalactamasas codificadas por plásmidos o cromosomas, espectro de acción ampliado, etc.